# Course en ligne féminine aux championnats du monde de cyclisme sur route 1964
Navigation
1963 1965
La course en ligne féminine aux championnats du monde de cyclisme sur route 1964 a lieu le 3 septembre 1964 à Sallanches en France. Elle est remportée par la Soviétique Emīlija Sonka.

## Classement
|                                    | Coureuse            | Pays             |    | Temps           |
| ---------------------------------- | ------------------- | ---------------- | -- | --------------- |
| Médaille d'or, Coupe du Monde      | Emīlija Sonka       | Union soviétique | en | 1 h 44 min 37 s |
| Médaille d'argent, Coupe du Monde  | Galina Yudina       | Union soviétique | +  | 0 s             |
| Médaille de bronze, Coupe du Monde | Rosa Sels           | Belgique         |    | 0 s             |
| 4                                  | Marie-Rose Gaillard | Belgique         |    | 0 s             |
| 5                                  | Elsy Jacobs         | Luxembourg       |    | 0 s             |
| 6                                  | Tamara Kuchinskaia  | Union soviétique |    | 0 s             |
| 7                                  | Aino Puronen        | Union soviétique |    | 14 s            |
| 8                                  | Liliane Cleiren     | Belgique         |    | 14 s            |
| 9                                  | Nina Trofimova      | Union soviétique |    | 14 s            |
| 10                                 | Beryl Burton        | Royaume-Uni      |    | 14 s            |
| 11                                 | Yvonne Reynders     | Belgique         |    | 14 s            |
| 12                                 | Ann Illingworth     | Royaume-Uni      |    | 14 s            |
| 13                                 | Patricia Pepper     | Royaume-Uni      |    | 14 s            |
| 14                                 | Renée Vissac        | France           |    | 14 s            |
| 15                                 | Renée Ganneau       | France           |    | 1 min 11 s      |
| 16                                 | Sylvia Beardon      | Royaume-Uni      |    | 1 min 11 s      |
| 17                                 | Renée Thuin         | France           |    | 1 min 11 s      |
| 18                                 | Andrée Flageolet    | France           |    | 1 min 33 s      |
| 19                                 | Lily Herse          | France           |    | 1 min 33 s      |
| 20                                 | Denise Bral         | Belgique         |    | 2 min 25 s      |
| 21                                 | Louisa Smits        | Belgique         |    | 2 min 47 s      |
| 22                                 | Valerie Rushworth   | Royaume-Uni      |    | 2 min 47 s      |
| 23                                 | Cynthia Cary        | Royaume-Uni      |    | 2 min 47 s      |
| 24                                 | Simone Boubechiche  | France           |    | 2 min 47 s      |
| 25                                 | Leena Turunen       | Finlande         |    | 2 min 47 s      |